# Церковь Всех Святых (Мариинск)
Церковь Всех Святых — утраченная деревянная кладбищенская церковь Мариинска, она находилась около старого кладбища. Была построена по «образцовому» проекту Главного управления путей сообщения и публичных зданий, выпускавшего в 1850—1860-х годах «атласы» фасадов и планов церквей. Было у неё и ещё одно неофициальное название — солдатская. Причиной тому была, что невдалеке, возле тюремного замка, стояли казармы охранной роты, солдаты которой составляли большее число прихожан церкви.

## История
Своим появлением храм обязан иркутскому мещанину Василию Шпочину — именно он, как свидетельствуют документы Томской епархии, внес средства на сооружение кладбищенской церкви в Мариинском уезде. Причина, по которой мещанин решил пожертвовать деньги, неизвестна. Но именно его деньги и пожертвования горожан способствовали тому, что в 1862 году был заложен первый камень, а уже в 1865 году специально посетивший Мариинск епископ Томский Порфирий освятил новопостроенный храм.
Приход был не из богатых — на солдатские деньги храм не мог поддерживать свое благолепие. К тому же деревянное здание по прошествии полувека требовало вложений средств на ремонт, а их все не находилось. В 1920 году число прихожан церкви «Во имя Всех Святых» было 1700. Известно, что в 1923 году в этой церкви служил священник протоиерей Иоанн Панов. Этот деятельный священник организовал большой церковный хор. Старостами церкви были: в 1905—1908 годах — купец Федор Исидорович Чудиновских, в 1913—1915 годах — мещанин Николай Герасимов. В декабре 1924 года при церкви была зарегистрирована община, в которой состояло более 80 человек. Председателем общины избран Иван Иванович Золоторёв.

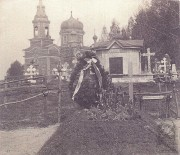
Церковь Всех Святых 1918 г.

После Октябрьской революции, храмом и вовсе перестали заниматься — красноармейцы к обедне не ходили, требы священники совершали даром, из-за обнищания народа.
В 1930-х годах кладбищенскую церковь закрыли, не оскверняя лики святых и не разрушая стены. Потом сняли с куполов кресты, а в помещении открыли Дом культуры, просуществовавший в нём до 1958 года. Почти вековой давности постройка совсем обветшала, и там поместили спортивный клуб «Спартак». Вскоре и спортсмены оставили здание, а вскоре оно по невыясненной причине сгорело в августе 1972 года.